# Hadísz
A Hadísz (الحديث nemzetközi átírás: al-ḥadīth, angol nyelven: Hadith) Mohamed próféta életéről, személyéről és tanításairól, illetve más korabeli muzulmánok tetteiről és szavairól összegyűjtött szájhagyomány útján terjesztett közlések gyűjteménye. Az iszlám legtöbb irányzatában az isteni kinyilatkoztatás hiteles forrásának tartják, a Koránt követően, másodikként (de például a koraniták csak az utóbbit). A hadíszokat a Mohamed halálát követő két évszázadban gyűjtötték össze és a szunnával ellentétben, amely a régi muszlim közösség szokásait foglalja össze, a hadísz kizárólag szájhagyomány útján terjesztett közlés volt, mielőtt lejegyezték és kodifikálták volna őket. 
A hadísz életrajzi adatokkal szolgál a próféta életéről, az egyes koráni versekről és az iszlám törvényekről. Már korán kialakult a hadísz-kritika tudománya, amely megpróbálja megállapítani a továbbadók hitelességét és a továbbadási láncok folytonosságát. A kritikusok a közvetítők megvizsgálásán túl a szöveget is elemezték és az illogikus, túlzó vagy a Koránnak ellentmondó jelentéseket szelektálták. A kitalációk és hamis tanítások léte ismert volt a történelem során, azonban csak a 20. században kapott nagyobb figyelmet a tudományos körökben.

## Kialakulása
A Mohamedre vonatkozó hagyományok, a Próféta halála után, rövid idő alatt hihetetlenül elszaporodtak. A Próféta meg nem írt mondásait (hadísz = újság, hír) újságként szájról szájra adták, fontos dolgokban szokásait és viselkedését irányadóknak tartották, ezek iránt élénken érdeklődtek (szunna = szokás). A Próféta mondásairól és szokásairól szóló hagyomány oly méreteket öltött, hogy a tradíció legelső kritikusainak már 600 000 tradíció-mondatból kellett a hiteleseket kiválasztaniuk. A hagyományok ilyen nagy száma külön tudomány kialakítását tette szükségessé (ilm al-hadith = a tradíció tudománya), amely a legaprólékosabb adatok figyelembevételével végzi munkáját.
A hadíszok nem ismeretlen eredetű mondák, hanem igen pontosan felsorolják azoknak a tekintélyeknek és elbeszélőknek a láncolatát (szilszila), akik a hagyományt Mohamedtől hallották és továbbadták. Minden hadíszt keletkezésére, terjesztőinek a láncolatára vonatkozó tudósítás, az úgynevezett szanad (vagy isznád, azaz a hadísz támasza)  vezet be, magának a hagyománynak pedig derék, test (matn) a neve. Egy hagyomány a következőképpen néz ki: 
„(Szanad): Tudósított bennünket Abdallah ben Juszuf s így szólt: közölte velünk Malik, Náfi nevében, Abdallah b. Omar nevében, hogy Allah apostola így szólott:(Matn): A gyülekezetben való imádkozás a magányos imádkozást huszonhét fokkal múlja fölül.”
A szanad volt az a fonál, amely a Prófétához vezetett. A mondás közvetítőinek sorában minden láncszemnek megvolt a maga jelentősége. A rengeteg hamis hagyományból a tradíciótudósok az igaziakat úgy választották ki, hogy a közvetítők sorát vizsgálták meg. Ha a szanadban olyan nevek fordultak elő, akikről nyilvánvaló volt, hogy lelkiismeretlenek voltak a hagyományos mondatok továbbadásában vagy, hogy emlékezőtehetségük nem volt megbízható, akkor az ilyen hagyományokat kiselejtezték. 
E tekintetben olyan szigorúan jártak el, hogy például Vahab ben Vahab Abul-Bakhtari bagdadi kádi a hazug traditorok sorába került, mert a Korán által eltiltott galambfuttatást, Hárún ar-Rasíd kalifa kedvéért, egy hagyományos mondatba két szó betoldásával megengedettnek akarta feltüntetni. A kalifa azért, mert alkalmat szolgáltattak arra, hogy a Próféta felől hazugságot koholjanak, galambjait mind leölette, Vahab ben Va-hab kádit pedig hazug traditorrá bélyegezték és egy olyan mondást sem fogadtak el többé hitelesnek, amelynek szanadjában a neve előfordult.
Erre a szigorúságra azért volt szükség, mert sokan, különösen a kasszászoknak nevezett népmulattató utcai énekesek és prédikátorok, hamis tradíciók terjesztéséből nem csináltak lelkiismereti kérdést. Ibn Abi Audsa kivégeztetése előtt azt vallotta, hogy 4000 alaptalan és hamis tradíció-mondatot tett közhírré.
Buhárí (810-870), a leghíresebb tradíciógyűjtő, a tudomására jutott 600 000 mondás közül csak 7275-öt tartott hitelesnek és vett fel „Al-Dsámi al Sahih = Az egészséges hagyományok gyűjtője” című munkájába.
Eredetileg a Korán is hagyományként rögzült és az egyéb hagyományok közül csak azért magaslik ki, mert aránylag elég korán írásban rögzítették. A Korán és a hadísz együtt képezik az iszlám vallás alapjait.